# Carex neopolycephala
Carex neopolycephala är en halvgräsart som beskrevs av Tang, Fa Tsuan Wang och Lun Kai Dai. Carex neopolycephala ingår i släktet starrar, och familjen halvgräs.

## Underarter
Arten delas in i följande underarter:
- C. n. neopolycephala
- C. n. simplex